# Komisariat Straży Celnej „Lyski”

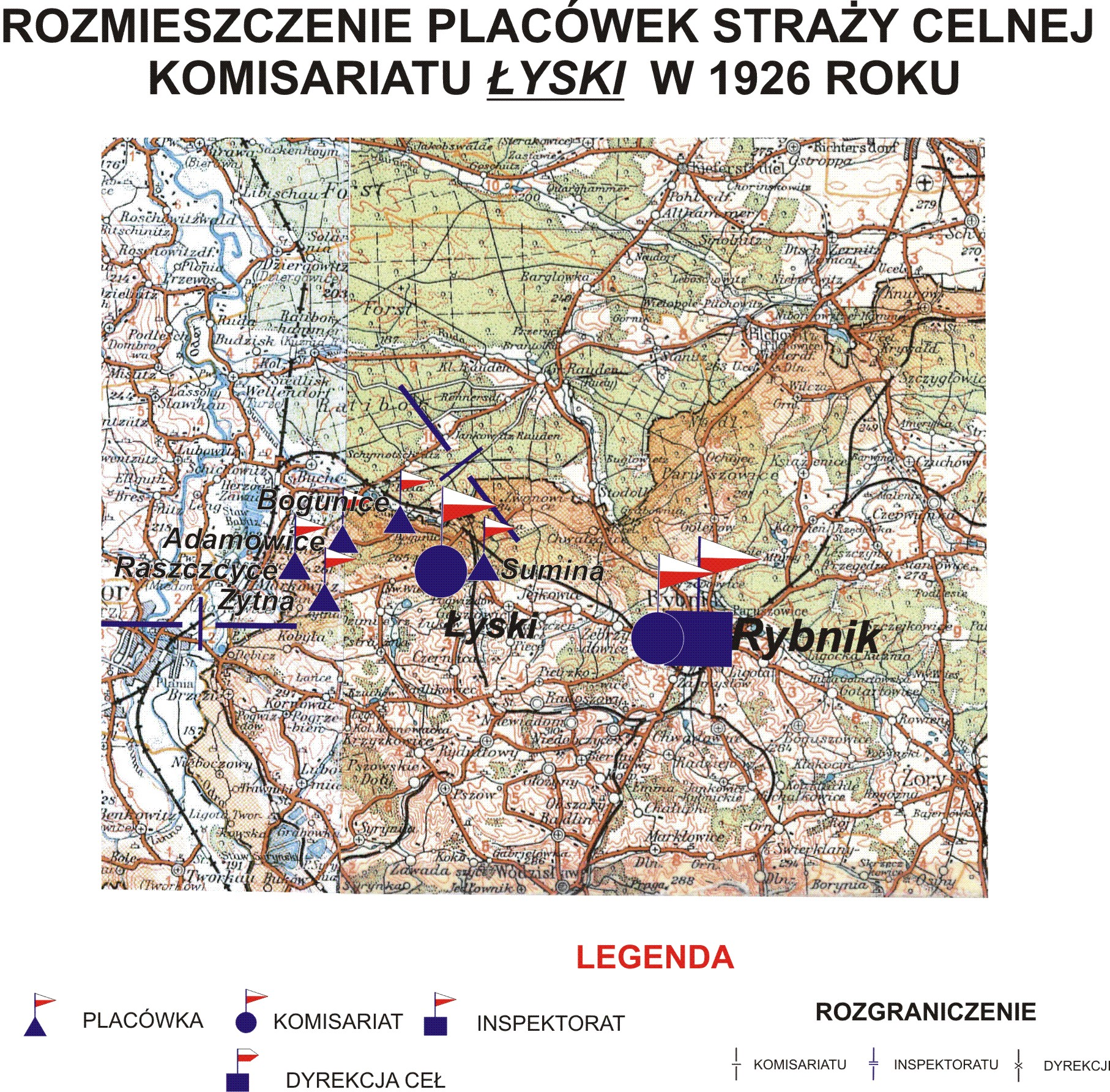
Rozmieszczenie placówek SC Komisariatu Łyski w 1926

Komisariat Straży Celnej „Lyski” – jednostka organizacyjna Straży Celnej pełniąca służbę ochronną na granicy polsko-niemieckiej w latach 1922–1928.

## Formowanie i zmiany organizacyjne
Na wniosek Ministerstwa Skarbu, uchwałą z 10 marca 1920 roku, powołano do życia Straż Celną. Od połowy 1921 roku jednostki Straży Celnej rozpoczęły przejmowanie odcinków granicy od pododdziałów Batalionów Celnych. Proces tworzenia Straży Celnej trwał do końca 1922 roku. Komisariat Straży Celnej „Łyski”, wraz ze swoimi placówkami granicznymi, wszedł w podporządkowanie Inspektoratu Straży Celnej „Rybnik”.
Początek działalności Straży Celnej na Śląsku datuje się na dzień 15 czerwca 1922 roku. W tym dniu polscy strażnicy celni w zielonych mundurach i rogatywkach wkroczyli  na ziemia  przyznane Polsce. W nocy z 16 na 17 czerwca 1922 funkcjonariusze komisariatu Straży Celnej „Lyski” objęli straż na powierzonych im odcinkach.
W lutym 1925 roku placówka SC „Zwonowice” została przesunięta z komisariatu „Lyski” do komisariatu „Rybnik”. W tym czasie prawdopodobnie przeniesiono czasowo komisariat do 
Raszczyc.
W styczniu 1928 roku nastąpiła reorganizacja inspektoratu SC „Rybnik”. Zlikwidowany został komisariat „Lyski”. Pododcinek komisariatu został włączony do komisariatu SC „Rybnik” i „Kornowac”.

## Służba graniczna
Sąsiednie komisariaty
- komisariat Straży Celnej „Rybnik”  ⇔ komisariat Straży Celnej „Lubomia” − 1926

## Funkcjonariusze komisariatu
Obsada personalna w 1926:
- kierownik komisariatu – podkomisarz Wilhelm Kurek
- pomocnik kierownika komisariatu –

## Struktura organizacyjna
Organizacja komisariatu w 1926 roku:
- komenda – Lyski
- placówka Straży Celnej „Żytna”
- placówka Straży Celnej „Raszczyce”
- placówka Straży Celnej „Adamowice”
- placówka Straży Celnej „Bogunice”
- placówka Straży Celnej „Sumina”